# 北村謙次郎
北村 謙次郎（きたむら けんじろう、1904年7月5日 - 1982年6月30日）は、日本の作家、評論家。

## 生涯
東京市麹町生まれ。青山学院、國學院大學に学ぶ。日本浪曼派同人となり、小説を発表。
1937年満洲に渡り、新京で長谷川濬、逸見猶吉らとともに同人誌『満洲浪漫』を作り、その中心人物となって、内地の文学とは異なる独自性を持つ満州文学を目指した。
戦後1947年引き揚げ。子供向けの古典の再話などをしていたが、再度著作を発表。
満州を舞台にした長篇小説『春聯』は、建国当時の蘇炳文の反乱に遭遇した国境警備隊員の冒険物語を中心にした作品で、この序文で川端康成は「建国十年間の満州文学のおそらく最高の収穫が北村君の『春聯』であったことも、決して偶然ではない」と評している。

## 著書
- 春聯 新潮社 1942年
- 帰心 短篇集 国民画報社 1943
- 北辺慕情記 長篇随筆 大学書房 1960
- あららぎ物語 詩歌に生きた人びと 冬樹社 1966
- 長崎の茂吉 あららぎ物語 皆美社 1972

## 再話
- アラビアンナイト 偕成社 1951
- 竹取物語・落窪物語 偕成社 1952 (世界名作文庫)
- 平家物語 偕成社 1952 (世界名作文庫)
- 保元平治物語 偕成社 1955 (世界名作文庫)
- 黄門漫遊記 偕成社 1955 (実録時代小説)
- 八犬伝ものがたり 偕成社 1957 (児童名作全集)
- 太閤記 偕成社 1964 (少年少女世界の名作)
- 義経記 偕成社 1966 (少年少女世界の名作)
- ドン・キホーテ セルバンテス 偕成社 1967 (少年少女世界の名作)

## 参考
- 日本近代文学大事典
- 川村湊『異郷の昭和文学』岩波書店 1990年